# Annapolis, Maryland
Annapolis là thành phố thủ phủ tiểu bang Maryland, Hoa Kỳ. Thành phố cũng là thủ phủ quận Anne Arundel. Dân số giữa năm 2008 là 36.524 người.